# Veenhuizerstukken
Het natuurgebied Veenhuizerstukken omvat de voormalige vloeivelden in Stadskanaal, een overblijfsel van de aardappelmeelfabriek De Twee Provinciën, die  in 1914 haar deuren opende.
Deze velden dienden voor het opvangen van afvalwater zodat het water niet in de kanalen zou stromen. (Dit laatste was wel het geval in de Pekela's, waar het vaarwater enorm stonk en begon te schuimen.) Het afvalwater bevatte veel voedingstoffen, die al die jaren in de bodem is getrokken en nu een goede basis is voor de vele planten en dieren die er leven.
De fabriek is in 1979 gesloten vanwege naderende milieuverplichtingen en in 1984 is de fabriek gesloopt. In 1989 is besloten het terrein in te richten als een natuurgebied, wat is afgerond in 1991, waarna het gebied is overgedragen aan Staatsbosbeheer. 
Bij de herinrichting werd de aanwezige Sikkenberg ook afgegraven. De Sikkenberg was de hoogste van enkele zandige terrashoogten in het veen alhier. De andere terrashoogten waren eerder reeds verdwenen door de aanleg van de vloeivelden.

## Het natuurgebied
Het natuurgebied is moeilijk toegankelijk vanwege ontbrekende wandelpaden. Wel is het gebied uitgerust met een vogelkijkhut die vrij toegankelijk is. Vanwege de ontoegankelijkheid wordt het gebied steeds ruiger en vinden veel dieren er een thuis. Het gebied bestaat deels uit bos en deels uit drasland.

## Flora en Fauna
Vanwege het afwisselende terrein en de beschutting dat het ruige gebied te bieden heeft leven hier veel watervogels zoals eenden en ganzen, maar ook voor vele soorten steltlopers. Tevens komen reeën voor in het gebied.
Zeldzame vogels die in het gebied zijn waargenomen:
- Poelruiter
- Zwarte ooievaar
- Zwarte ibis
- Amerikaanse Smient
- Zeearend
- Steenarend